# Катамарка (провінція)
Катама́рка (ісп. Catamarca) — провінція Аргентини, розташована на північному заході країни. Межує з провінціями Сальта на півночі, далі за годинникової стрілкою: Тукуман, Сантьяго-дель-Естеро, Кордова і Ла-Ріоха, на заході межує з Чилі. Столиця провінції — Сан-Фернандо-дель-Вальє-де-Катамарка. Населення провінції — 367 тис. мешканців, площа — 102 тис. км².

## Географія
Рельєф провінції на 70 % гористий, висота зростає зі сходу на захід.
Умовно територію Катамарки поділяють на три природні зони:
- Пуна на півночі провінції, для якої характерні гори та солончаки
- Кордильєра-Сентраль, яка розташована на південному заході провінції. Для цієї зони характерний гірський рельєф, найвищі точки: Монте-Піссіс (6882 м), Охос-дель-Саладо (6864 м), Трес-Крусес (6749 м)
- Пампінські гори у центрі та на сході

Клімат Катамарки напіварідний. Для північного сходу провінції характерні рясні опади та високі температури, вітри переважно східні, північно-західні і південно-східні. У Пуні температури нижчі, а опади недостатні (у середньому менш як 150 мм на рік). На більшості території провінції характерний помірно-континентальний аридний клімат: дощі нечасті (500 мм на рік), вологість повітря низька, переважають сильні північно-східні, східні і південно-східні вітри влітку та навесні, середня річна температура повітря 20 °C, влітку може досягати 45 °C, а взимку −30 °C.
Найбільші річки провінції: Саладільйо, Колорадо, Санта-Марія.

## Історія

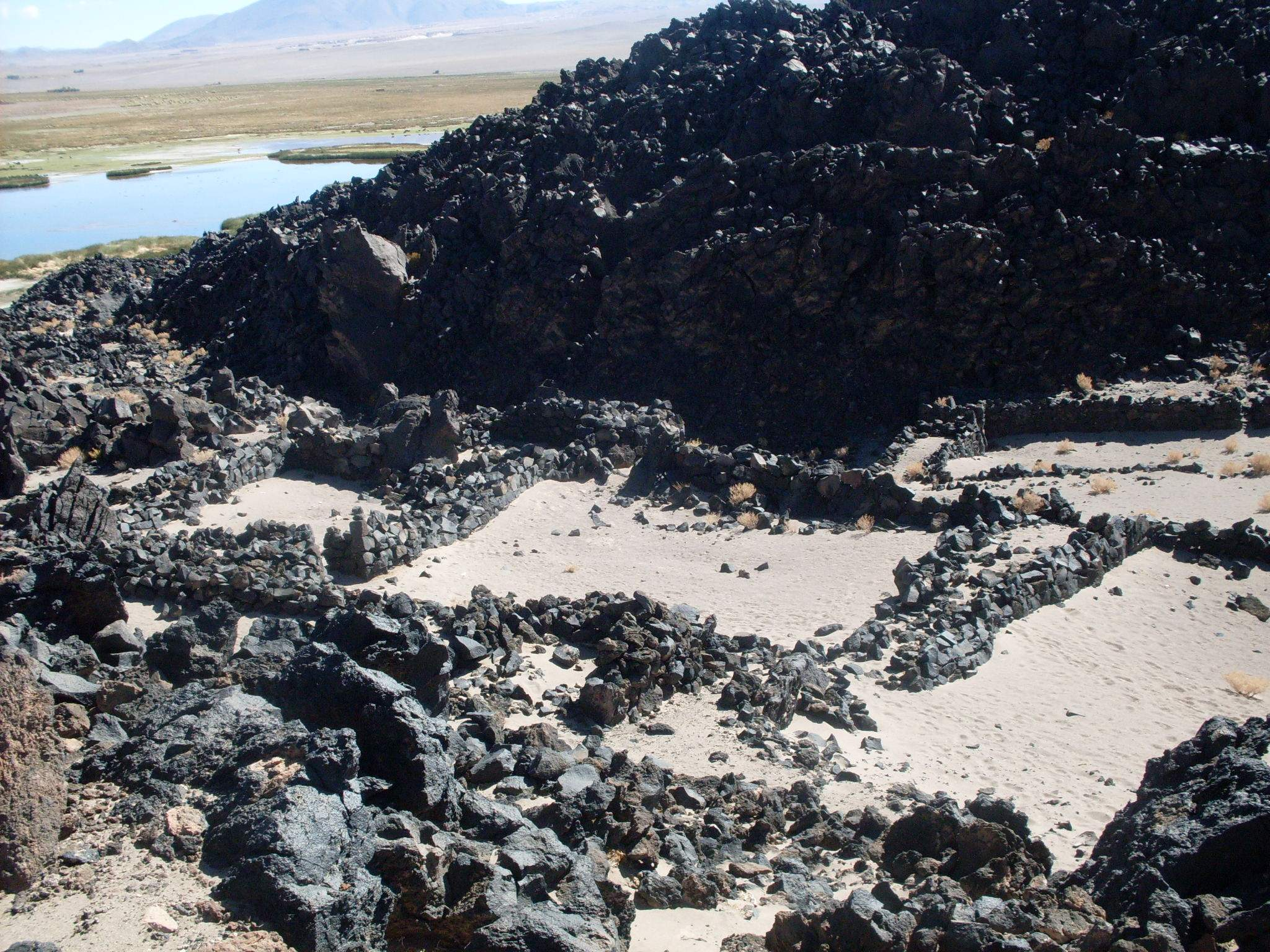
Руїни індіанського поселення Пукара-де-ла-Алумбрера

Перші людські поселення на території, де зараз знаходиться провінція Катамарка, з'явилися близько 2000 років тому. З XI ст. місцевість заселяли індіанці діагіти, капаяни, олонгасти, атакаменьйо, у 1480—1535 роках — ще й інки.
Іспанці прибули до Катамарки близько 1536 року. 1554 року Франсіско де Агірре заснував тут перше місто під назвою Сан-Педро-Мартір, але воно не проіснувало довго. Значна частина Катамарки на той час належала до Чилі. 1558 року Хуан Перес де Суріта заснував ще одне місто Лондрес-де-ла-Нуева-Інглатерра, яке 1561 року було перенесене, а наступного року покинуте через напади діагітів.
1563 року територія Катамарки увійшла до губернаторства Тукуман, яке було частиною віцекоролівства Перу.
1607 року тут знову спробували заснувати іспанське поселення, цього разу під назвою Сан-Хуан-Баутіста-де-ла-Рівера. 1612 року місто перенесли й перейменували на Сан-Хуан-Баутіста-де-ла-Пас. Після індіанського повстання 1630 року місто лишилося у руїнах, а 1633 року його знову заснували під назвою Сан-Хуан-Баутіста-де-ла-Рівера. Губернатор Фернандо Мендоса Мате де Луна переніс місто в долину Катамарки 5 липня 1683 року і дав йому назву Сан-Фернандо-дель-Вальє-де-Катамарка, яку воно має досі.
Після створення віцекоролівства Ріо-де-ла-Плата 28 січня 1782 року Катамарка увійшла до його складу. 5 серпня 1783 року Катамарка разом з п'ятьма іншими провінціями була віднесена до губернаторства Сальта-де-Тукуман зі столицею у Сальті.
Після оголошення Аргентиною незалежності 9 липня 1816 року Катамарка опинилася у вирі громадянської війни. 22 березня 1820 року губернатор Тукуману, до якого на той час входили також Катамарка і Сантьяго-дель-Естеро, оголосив про створення Федеративної республіки Тукуман. 25 серпня 1821 року Катамарка оголосила про автономію і відокремилася від Республіки Тукуман. 1853 року Катамарка увійшла до складу Аргентини.
1888 року у провінції побудували залізницю, а трохи пізніше створили Банк провінції.
1899 року між Аргентиною, Болівією та Чилі виник конфлікт щодо встановлення кордонів у Андах, внаслідок якого більша частина спірної території відійшла Аргентині. 9 січня 1900 року на цих землях організовано національну територію Анди. 12 травня 1900 року цю територію поділили між провінціями Жужуй, Сальта і Катамарка. 1943 року національну територію Анди остаточно розформовано, внаслідок чого до Катамарки додався департамент Антофагаста-де-ла-Сьєрра, який становить майже третину сучасної території провінції.
У 2009, 2010 і 2011 роках територією провінції проходило ралі Дакар.

## Економіка

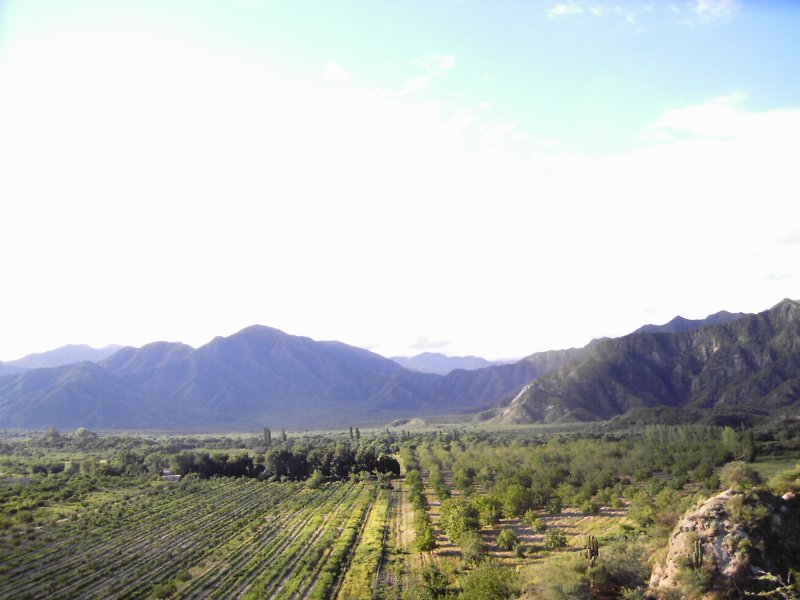
Фруктові сади Катамарки

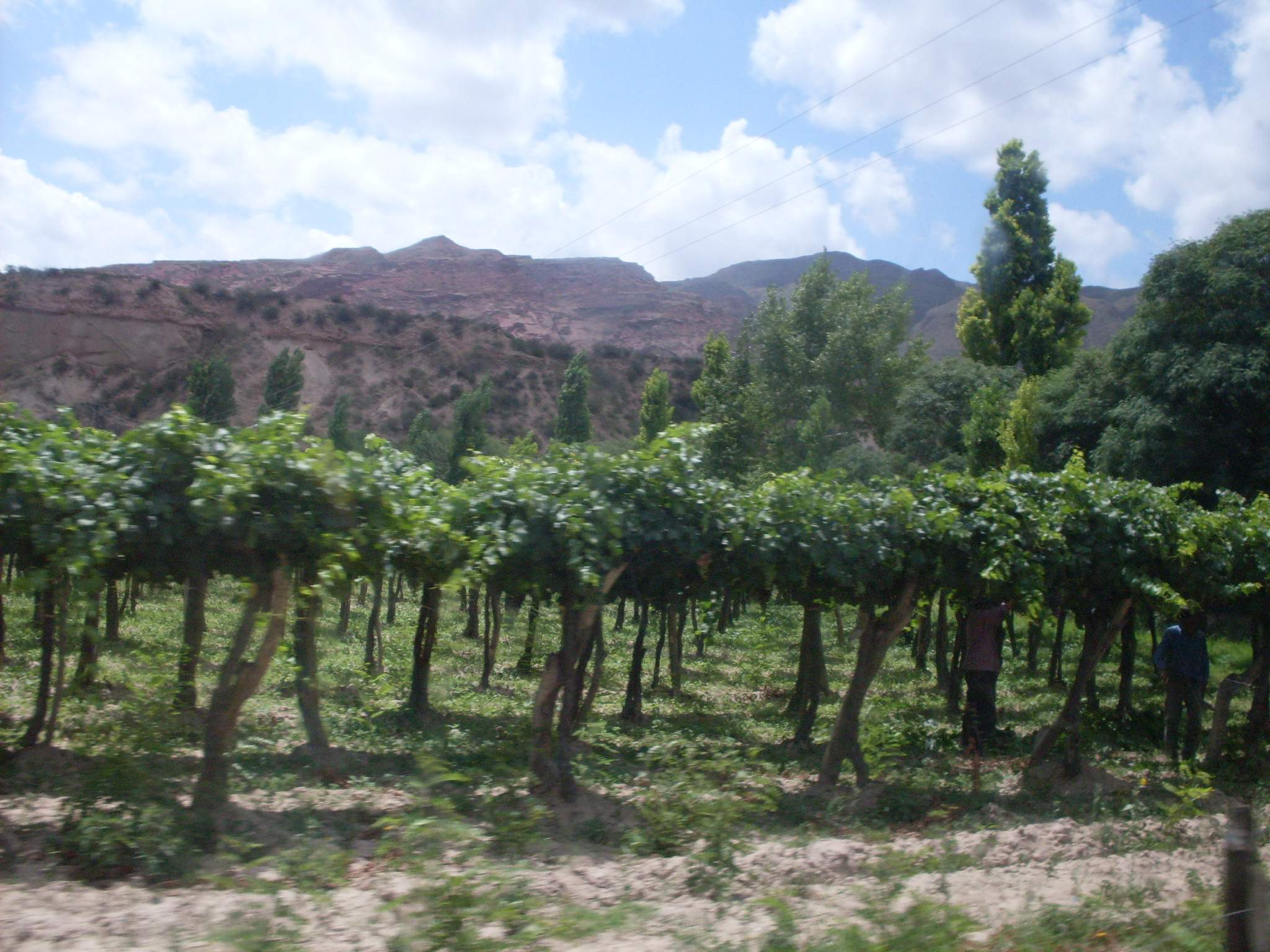
Виноградники Катамарки

Катамарка — одна з найбагатших провінцій Аргентини, перш за все, завдяки розвиненій гірничодобувній промисловості: у Катамарці видобувають золото, мідь, срібло, уран, молібден (родовище Агуа-Ріка). ВВП провінції 2006 року склав 1,7 млрд доларів, що в перерахунку на душу населення на 40 % більше, ніж у середньому по країні. Експорт Катамарки за 2009 рік становив 1,073 млн доларів, що становить майже 2 % від національного і є сьомим результатом серед провінцій Аргентини. 94 % експорту провінції складають корисні копалини, перш за все золото і мідь.
Сільське господарство провінції через сухий клімат залежить від систем зрошування. Традиційні сільськогосподарські культури: маслини (Катамарка є їх найбільшим виробником в Аргентині), виноград, тютюн, горіхи, люцерна, кукурудза. Останніми роками збільшуються обсяги вирощування жожоби й інжиру. Скотарство розвинене слабко, в основному у вигляді вирощування кіз, овець і вікунья.

## Освіта
| Освіта у провінції Катамарка (2009) | Освіта у провінції Катамарка (2009) | Освіта у провінції Катамарка (2009) | Освіта у провінції Катамарка (2009) |
| Рівень                              | Навчальних закладів                 | Учнів                               | Працівників                         |
| ----------------------------------- | ----------------------------------- | ----------------------------------- | ----------------------------------- |
| Дошкільні                           | 67                                  | 13 400                              | 1 105                               |
| - державні                          | 47                                  | 10 241                              | 903                                 |
| - приватні                          | 20                                  | 3 159                               | 202                                 |
| Початкові                           | 453                                 | 51 851                              | 5 106                               |
| - державні                          | 435                                 | 44 599                              | 4 604                               |
| - приватні                          | 18                                  | 7 252                               | 502                                 |
| Середні                             | 508                                 | 42 393                              | 2 100                               |
| - державні                          | 483                                 | 35 245                              | 1 850                               |
| - приватні                          | 25                                  | 7 148                               | 250                                 |
| Вищі                                | 25                                  | 8 969                               | 348                                 |
| - державні                          | 16                                  | 6 465                               | 273                                 |
| - приватні                          | 9                                   | 2 504                               | 75                                  |

## Адміністративно-територіальний поділ

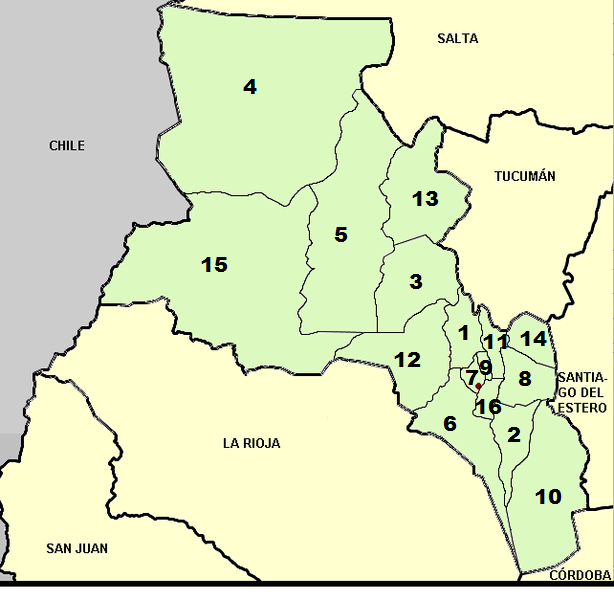
Департаменти Катамарки

Провінція Катамарка складається з 16 департаментів:
1. Амбато зі столицею у місті Ла-Пуерта
2. Анкасті зі столицею у місті Анкасті
3. Андальгала зі столицею у місті Андальгала
4. Антофагаста-де-ла-Сьєрра зі столицею в однойменному селищі
5. Белен зі столицею у однойменному місті
6. Капаян зі столицею у місті Уйльяпіма
7. Столичний зі столицею у місті Сан-Фернандо-дель-Вальє-де-Катамарка
8. Ель-Альто зі столицею у однойменному місті
9. Фрай-Мамерто-Ескіу зі столицею у місті Сан-Хосе
10. Ла-Пас зі столицею у місті Рекрео
11. Паклін зі столицею у місті Ла-Мерсед
12. Поман зі столицею у місті Саухіль
13. Санта-Марія зі столицею у однойменному місті
14. Санта-Роса зі столицею у місті Баньядо-де-Ованта
15. Тіногаста зі столицею у однойменному місті
16. Вальє-Вьєхо зі столицею у місті Сан-Ісідро

## Галерея

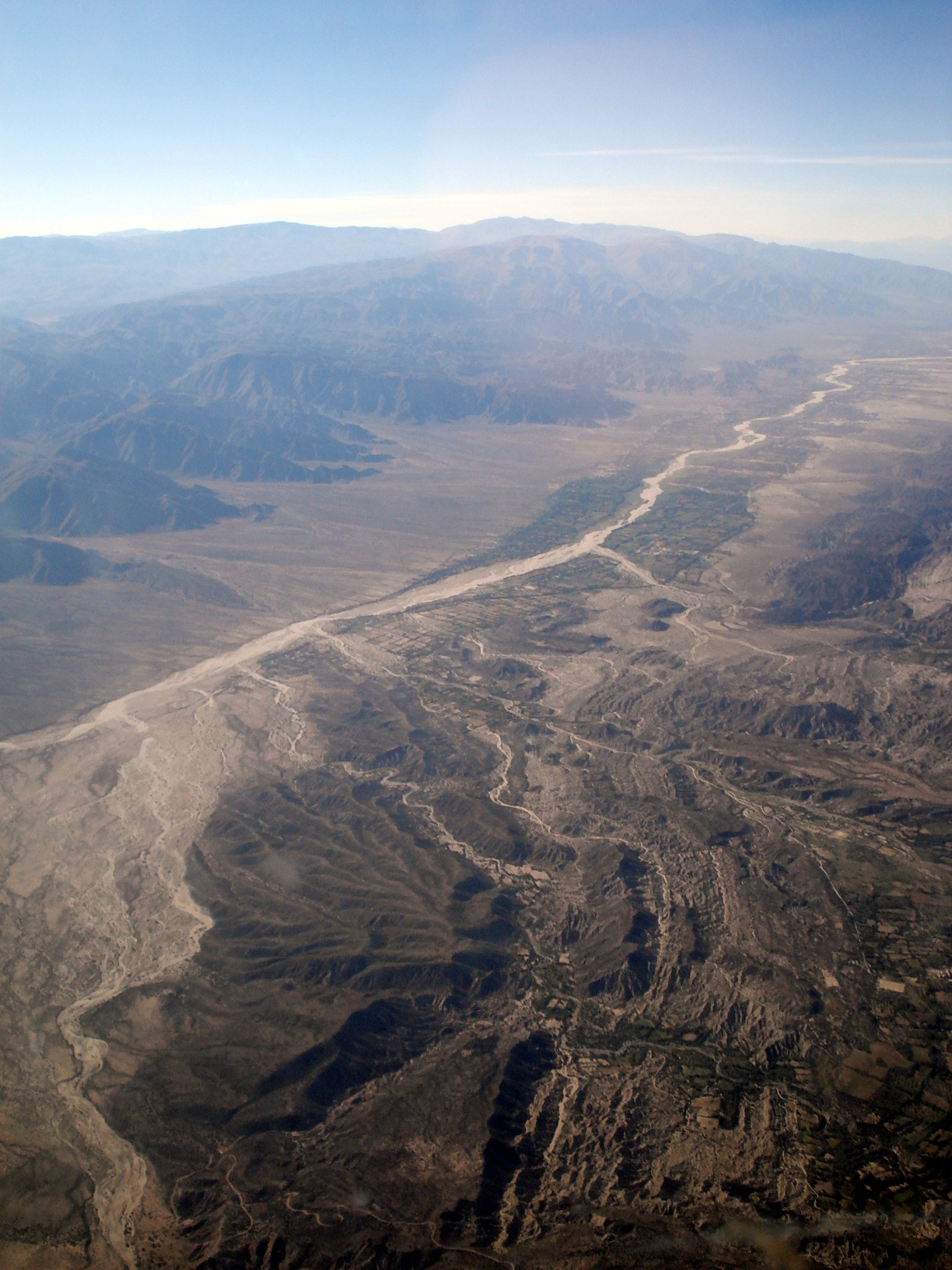
Долина річки Санта-Марія
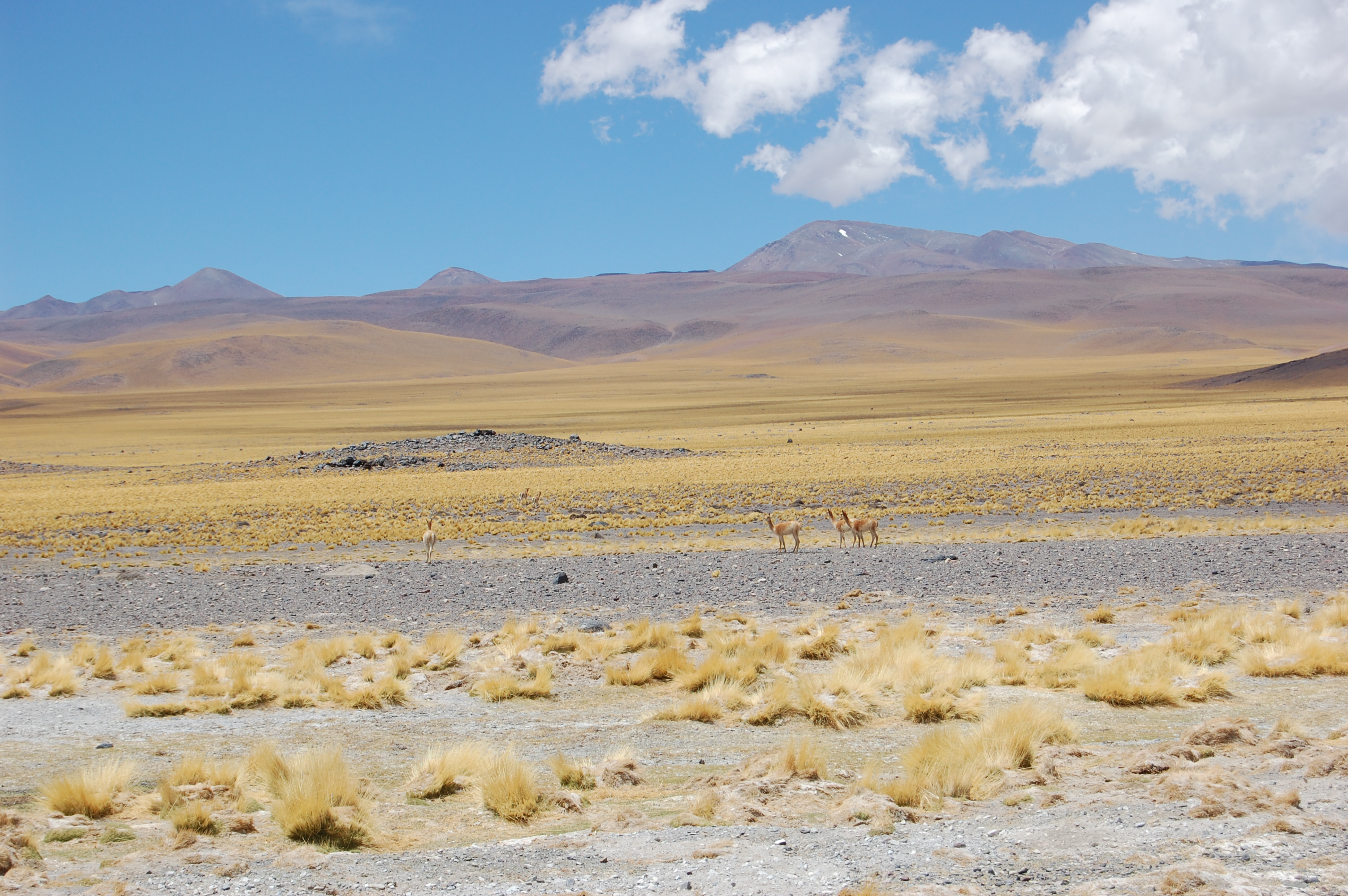
Перевал Сан-Франсіско на кордоні з Чилі
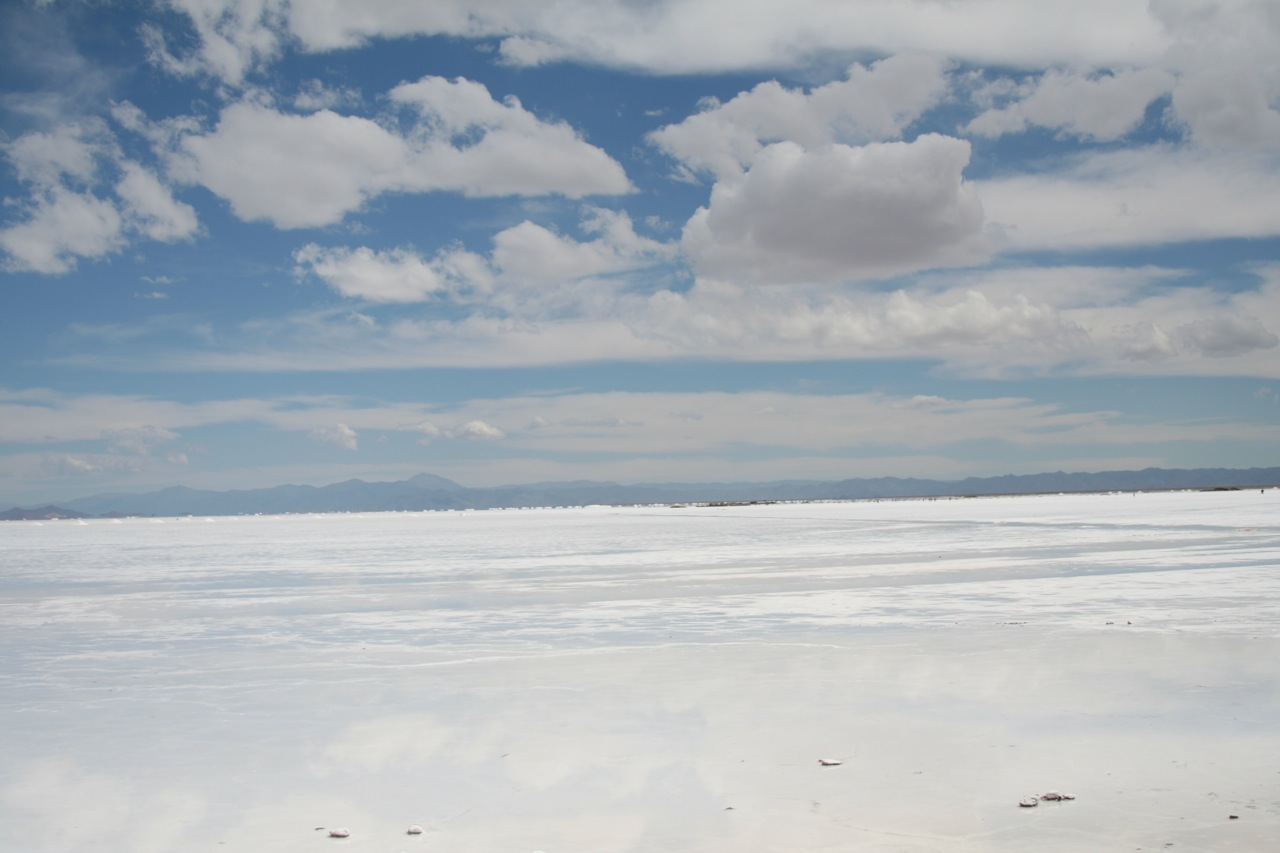
Солончаки
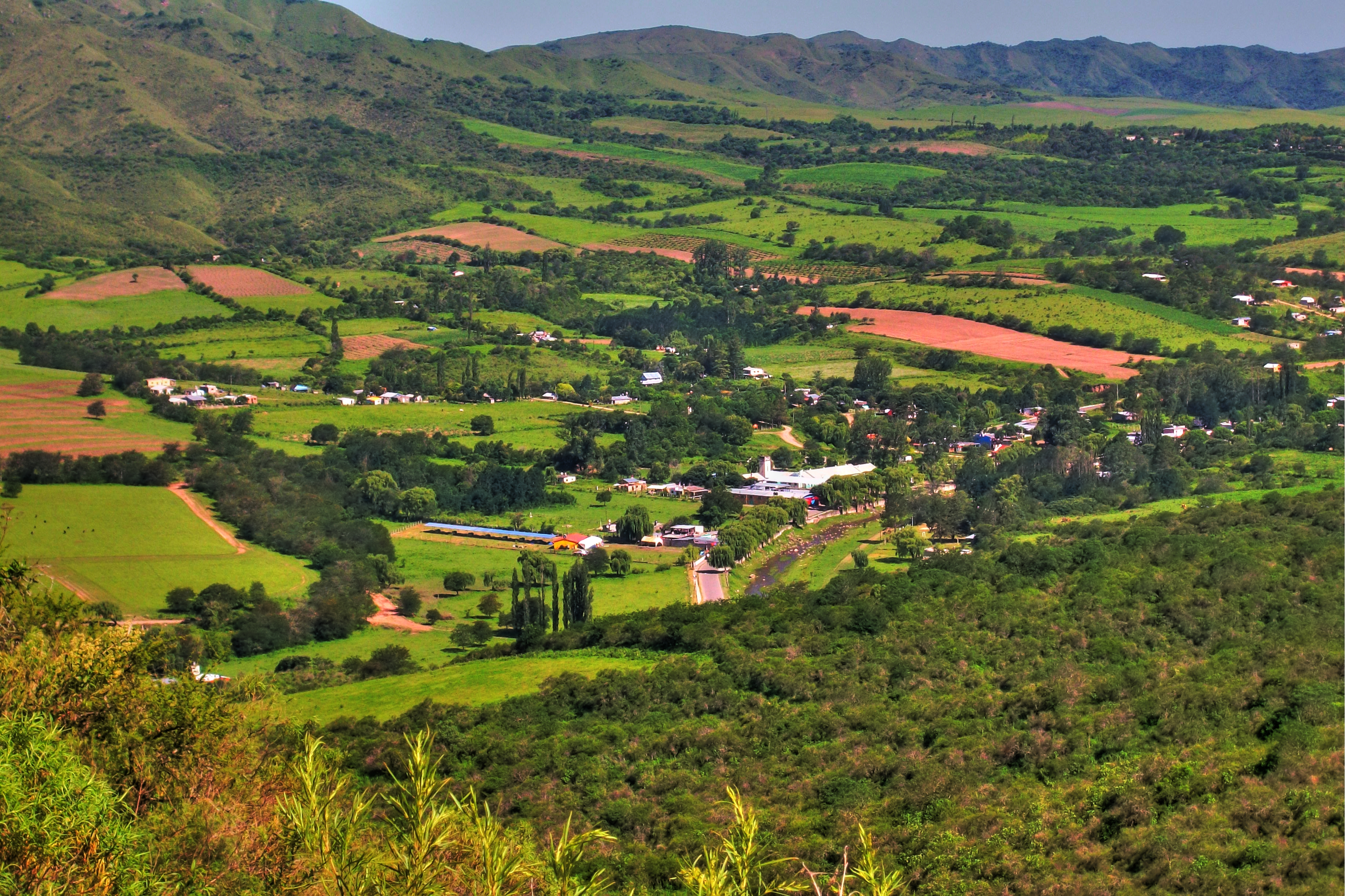
Містечко Балькосна на сході провінції